# Henry Mancini
Henry Nicola Mancini (rojen Enrico Nicola Mancini), ameriški skladatelj, dirigent, aranžer, pianist in flavtist, *16. april 1924, Cleveland, Ohio, Združene države Amerike, † 14. junij 1994, Los Angeles, Kalifornija, Združene države Amerike.
Henry Mancini je najbolj poznan po številnih filmskih in televizijskih partiturah. Pogosto se ga omenja kot enega največjih skladateljev v zgodovini filma. Osvojil je štiri oskarje, zlati globus in 20 grammyjev, leta 1995 pa posthumno tudi nagrado Grammy za življenjsko delo.
Njegova najbolj znana dela so tema za televijsko nadaljevanko Peter Gunn in glavna The Pink Panther Theme za filme iz serije Rožnati panter. Ustvaril je tudi pesem Moon River za film Zajtrk pri Tiffany. Glasba za serijo Peter Gunn mu je prinesla prvo nagrado Grammy za album leta. Prav tako je dolga leta sodeloval z režiserjem Blakeom Edwardsom.
Mancini je poznan tudi po tem, da je v času prevlade rocka ustvaril pesem, ki je postala številka ena na Billboardovi lestvici. Njegova ljubezenska tema iz Romea in Julije je dva tedna preživela na vrhu lestvice, začenši z 29. junijem 1969.

## Zgodnje življenje
Henry Mancini se je rodil kot Enrico Nicola Mancini v majhni italijanski soseski v Clevelandu. Odraščal je v West Aliquippi v Pensilvaniji blizu Pittsburgha. Njegova starša sta bila italijanska priseljenca. Njegov oče Quintiliano ''Quinto'' Mancini je bil po rodu iz Scanna iz italijanske pokrajine Abruzzo. Bil je ljubiteljski glasbenik, zaposlen v jeklarskem podjetju Jones and Laughlin, ki je v ZDA prišel kot najstnik okoli leta 1910. Njegova mama Anna, rojena Pece, je v ZDA prišla kot dojenčica iz Campobassa.
Pri osmih letih se je začel učiti igranja na malo flavto. Sam je pozneje dejal, da ga je poslušanje glasbe Rudolpha Koppa za film Cecila B. DeMilla The Crusaders iz leta 1935 navdihnilo, da se je posvetil ustvarjanju filmske glasbe kljub očetovi želji, da bi postal učitelj.
Pozneje je študiral klavir in orkestralno aranžiranje pri Maxu Adkinsu, ki je bil koncertni pianist v Pittsburghu in dirigent v Stanley Theatru (zdaj Benedum Centru). Mancini ni začel pripravljati aranžmaje samo za skupine v Stanley Theatru, ampak je enega napisal tudi za Bennyja Goodmana, nadobudnega voditelja teh zasedb, ki mu ga je predstavil Adkins. Po besedah Mancinijevega biografa Johna Capsa je mladi Mancini rad pripravljal aranžmaje za kakršenkoli glasbeni nastop, vendar pa bi, če bi igral, razstavil tudi Chopinovo mazurko ali Schumannovo sonato, da bi ugotovil, kako so sestavljene, kako so prejšnji skladatelji oblikovali oblike, metriko, melodijo, harmonijo in kontrapunkt.
Po končani srednji šoli Aliquippa leta 1942 se je Mancini vpisal na Tehnološki inštitut Carnegie (danes Carnegie Mellon University) v Pittsburghu. Kasneje istega leta je po uspešni avdiciji, na kateri je izvedel Beethovnovo sonato in improvizacijo na skladbo Night and Day Colea Porterja, vpisal na Šolo glasbe Juilliard v New Yorku. V drugem letniku je lahko obiskoval le tečaje orkestracije in kompozicije, zato je v prvem letniku na Juiliardu študiral le klavir. Caps je ta čas imenoval »stanje brez cilja in zatiranja – daleč od Adkinsovega zaščitnega okolja.«
Po dopolnjenem 18. letu se je Mancini leta 1943 pridružil ameriški vojski, saj je bil nezadovoljen tako z Juiliardom kot tudi z drugo svetovno vojno. Na začetnem urjenju v Atlantic Cityju v New Jerseyju je spoznal glasbenike, ki jih je vodil Glenn Miller. Na podlagi Millerjevega priporočila je bil najprej dodeljen 28. enoti zračnih sil, nato pa je bil poslan v tujino k 1306. inženirski brigadi v Franciji. Leta 1945 je sodeloval pri osvoboditvi koncentracijskega taborišča Mauthausen-Gusen v Avstriji.

## Kariera
Sveže odpuščen Mancini je vstopil v glasbeno industrijo. Leta 1946 je postal pianist in aranžer novoustanovljenega Orkestra Glenna Millerja, ki ga je vodil Tex Beneke. Po drugi svetovni vojni je Mancini razširil svoje znanje kompozicije, kontrapunkta, harmonije in orkestracije s študijem pri skladateljih Ernstu Kreneku in Mariu Castelnuovo-Tedescu.
Leta 1952 se je Mancini pridružil glasbenemu oddelku studia Universal Pictures. V naslednjih šestih letih je prispeval glasbo za več kot 100 filmov, med katerimi so najpomembnejši Creature from the Black Lagoon, The Creature Walks Among Us, It Came from Outer Space, Tarantula, This Island Earth, The Glenn Miller Story (za katerega si je prislužil prvo nominacijo za oskarja), The Benny Goodman Story in Dotik zla, ki ga je režiral Orson Welles. V tem času je ustvaril tudi nekaj priljubljenih pesmi. Njegov prvi hit je bil single Guyja Lombarda in njegove skupine Royal Canadians z naslovom I Won't Let You Out of My Heart.
Leta 1958 je Mancini zapustil studio Universal, da bi deloval kot neodvisni skladatelj in aranžer. Kmalu zatem je za pisatelja in producenta Blakea Edwardsa ustvaril glasbo za televizijsko serijo Peter Gunn. To je bil začetek sodelovanja z Edwardsom, ki je trajalo kar 35 let, v tem času pa sta sodelovala pri 30-ih filmih. Skupaj z Alexom Northom, Elmerjem Bernsteinom, Leithom Stevensom in Johnnyjem Mandelom je bil Mancini pionir vključevanja jazzovskih elementov v pozno romantično orkestralno glasbo in v televizijsko glasbo.

## Smrt in zapuščina
Mancini je umrl zaradi raka trebušne slinavke 14. junija 1994 v Los Angelesu. Takrat je delal na broadwayski različici dela Victor/Victoria, vendar njegove uprizoritve ni dočakal. Preživela ga je žena Virginia ''Ginny'' O'Connor, s katero je bil poročen 43 let in imel z njo tri otroke. Spoznala sta se, ko sta bila oba člana orkestra Texa Benekeja kmalu po drugi svetovni vojni. Leta 1948 je bila gospa Mancini ena od ustanoviteljic neprofitne organizacije Društvo pevcev, ki skrbi za zdravje in blaginjo profesionalnih pevcev po vsem svetu. Društvo tudi podeljuje štipendije študentom glasbene umetnosti. Ena od njunih hčera dvojčic, Monica Mancini, je profesionalna pevka. Njena sestra Felice vodi organizacijo The Mr. Holland's Opus Foundation (MHOF). Sin Christopher je glasbeni založnik in promotor v Los Angelesu.

## Nagrade
Mancini je bil nominiran za sedemindvajset grammyjev, osvojil jih je dvajset. Osemnajstkrat je bil nominiran za oskarja, osvojil je štiri. Nagrajen je bil tudi z zlatim globusom in bil dvakrat nominiran za emmyja.
Leta 1961 je Mancini osvojil dva oskarja, in sicer enega za najboljšo originalno pesem za film Moon River, drugega pa za najboljšo originalno glasbo za film Zajtrk pri Tiffany. Naslednje leto je ponovno prejel oskarja za najboljšo originalno pesem, tokrat za film Days of Wine and Roses. Drugega oskarja za najboljšo originalno glasbo je osvojil leta 1982 za film Victor/Victoria.
13. aprila 2004 je Poštna služba Združenih držav Amerike v Mancinijevo čast izdala spominske znamke za 37 centov. Oblikoval jo je umetnik Victor Stabin, prikazuje pa Mancinija, ki dirigira pred seznamom njegovih najbolj znanih del.